# Шандор Марај
Шандор Марај (мађ. Márai Sándor; Кошице, 11. април 1900 — Сан Дијего, 22. фебруар 1989) био је мађарски писац и новинар.

## Биографија
Рођен је 11. априла 1900. године у Кошицама у тадашњем мађарском делу Аустроугарске као потомак средњовековних саксонских досељеника. Са очеве стране био је у сродству са мађарском племићком породицом Орсак. У младости је путовао по разним градовима Европе, живео у Франкфурту, Берлину и Паризу и кратко писао на немачком, пре него што је дошао у Будимпешту где је започео новинарску каријеру и ипак се одлучио за свој матерњи језик. У делу Egy polgár vallomásai Марај поистовећује матерњи језик са нацијом самом. Он се населио у Кристинаварошу, Будимпешта, 1928. године. Године 1930. је добио на значају његов прецизан и јасан реалистички стил. Био је прва особа која је писала рецензије Кафкиних дела.
Марај је аутор 42 књиге. Најпознатије његово дело је роман A gyertyák csonkig égnek из 1942. године у коме, слично као и Јозеф Рот, исказује носталгију за Аустроугарском. Године 2006. ово дело је адаптирано за позориште од стране Кристофера Хемтона и изведено у Лондону.
Иако је подржавао бечке арбитраже, у којој је Немачка приморала Румунију и Чехословачку да врате део територије коју је Мађарска изгубила Тријанонским миром, за време Другог светског рата је био критичан према нацистима. Након рата су га 1948. комунистичке власти прогнале. Након неког времена проведеног у Италији, Марај се преселио у Сан Дијего, САД. Тамо је наставио да пише на матерњем језику и није објављиван на енглеском језику све до средине 90их година прошлог века. Као и остала дела мађарских писаца и државника, и његова су прво објављивана на западу, јер нису могла бити објављена у Мађарској после револуције 1956, за време Кадарове ере. Енглеска верзија мемоара објављена је постхумно 1996. године. Након смрти његове жене 1986, Марај се изоловао. Године 1987. је већ живео са канцером у одмаклом стадијуму и његова депресија се повећала када је изгубио свог усвојеног сина, Џона. Завршио је свој живот хицем у главу у Сан Дијегу 1989. године. Оставио је за собом три унуке: Лизу, Сару и Џенифер Марај.
У великој мери заборављен ван Мађарске, његов рад (који се састоји из романа, песама и дневника) тек недавно је поново откривен и преведен на француски (почевши од 1992), пољски, каталонски, италијански, енглески, немачки, шпански, португалски, чешки, словачки, дански, исландски, корејски, холандски, урду и другим језицима. Данас се сматра делом књижевног канона европског двадесетог века.

## Галерија
- Статуа Мараја у Кошицама
- Марајево место становања
- Memorial plates of Márai installed on the front of his birthplace (in Hungarian and Slovak)
- Марајев потпис (део статуе у Кошицама)